# Tiroteio no Museu Judaico da Bélgica
Na tarde de 24 de maio de 2014, um atirador abriu fogo no Museu Judaico da Bélgica [en], em Bruxelas, matando quatro pessoas em um ataque antissemita de cunho terrorista islâmico. Três vítimas — um casal israelense de férias e uma mulher francesa — morreram no local. A quarta vítima, um funcionário belga do museu, faleceu posteriormente no hospital devido aos ferimentos. Seis dias após o ataque, em 30 de maio de 2014, Mehdi Nemmouche, um francês de 29 anos de origem argelina, foi preso durante uma fiscalização antidrogas de rotina em Marselha, França, portando armas idênticas às usadas no tiroteio. Um segundo suspeito, Nacer Bendrer, foi identificado e preso posteriormente.
Nemmouche já havia cumprido pena em prisões francesas, onde adotou o extremismo islâmico. Após sua libertação, passou mais de um ano na Síria. Foi na prisão que conheceu Bendrer, que lhe forneceu as armas usadas no ataque. Os investigadores identificaram um terceiro suspeito, mas as acusações contra ele foram descartadas por falta de evidências.
Nemmouche e Bendrer foram formalmente indiciados em abril de 2018 e julgados no tribunal de assizes [en] de Bruxelas no início de 2019. Após dois meses de audiências, Nemmouche foi considerado culpado por quatro assassinatos terroristas, enquanto Bendrer foi condenado como cúmplice por fornecer as armas. A teoria da defesa de Nemmouche, que alegava que ele foi incriminado por agentes de inteligência estrangeiros, foi rejeitada. Nemmouche foi sentenciado à prisão perpétua, enquanto Bendrer recebeu uma pena de 15 anos. Ambos também foram condenados a pagar cerca de um milhão de euros em indenizações aos familiares das vítimas. Este foi o primeiro ataque cometido pelo Estado Islâmico na Europa.

## Tiroteio
Na tarde de 24 de maio de 2014, Mehdi Nemmouche entrou no Museu Judaico da Bélgica, localizado no bairro Sablon/Zavel, no centro de Bruxelas, portando uma pistola. Ele atirou contra um casal israelense na entrada do museu e, em seguida, aproximou-se da recepção, onde disparou contra um funcionário belga. Depois, retirou um fuzil de assalto de uma bolsa e atirou contra uma voluntária francesa em uma sala próxima, fugindo a pé e desaparecendo na multidão. O ataque, que durou menos de noventa segundos, foi registrado pelas câmeras de segurança do museu. O casal israelense e a voluntária francesa morreram instantaneamente, enquanto o funcionário belga ficou gravemente ferido e faleceu quase duas semanas depois no hospital. De acordo com as imagens das câmeras de segurança, o atirador parecia usar uma câmera montada no peito, semelhante à utilizada por Mohammed Merah [en] durante os atentados de Toulouse e Montauban de 2012 [en], embora a câmera tenha falhado durante a gravação.
O ministro das Relações Exteriores da Bélgica, Didier Reynders [en], estava nas proximidades do museu e ouviu os disparos. A ministra do Interior, Joëlle Milquet, também estava por perto e chegou ao local poucos minutos depois.

### Vítimas
Quatro pessoas foram mortas no tiroteio: Emmanuel e Miriam Riva, um casal israelense de meia-idade de Tel Aviv que estava de férias e visitava o museu; Dominique Sabrier, uma voluntária francesa do museu na casa dos sessenta anos; e Alexandre Strens, um funcionário belga do museu na casa dos vinte anos. As três primeiras vítimas morreram instantaneamente, enquanto a quarta faleceu quase duas semanas depois no hospital, sem recuperar a consciência após ser baleada na cabeça.
Emmanuel e Miriam Riva foram sepultados em Tel Aviv em 27 de maio de 2014, com a presença do embaixador belga em Israel na cerimônia. Alexandre Strens, nascido no Marrocos, filho de uma mãe judia e um pai bérbere argelino, foi sepultado em um cemitério muçulmano em Taza, Marrocos em 10 de junho de 2014.

## Investigação
Uma caçada nacional foi iniciada para encontrar o atirador. A polícia belga fez um apelo ao público para ajudar a identificá-lo, divulgando imagens de circuito fechado de televisão (CFTV) do museu que mostravam o suspeito, parcialmente obscurecido. A polícia o descreveu como um homem de estatura média, porte atlético e usando um boné de beisebol escuro. Um homem visto dirigindo próximo ao museu foi detido, mas liberado após interrogatório, permanecendo como testemunha na investigação. No dia seguinte ao ataque, a vice-promotora Ine Van Wymersch afirmou que o atirador "provavelmente agiu sozinho, estava armado e bem preparado" e que o motivo do ataque ainda estava em investigação. No dia seguinte, foi anunciado que o ataque estava sendo investigado como um incidente terrorista.

### Autor
Mehdi Nemmouche (em árabe: مهدي نموش; nascido em 17 de abril de 1985), um cidadão francês de 29 anos, foi preso em 30 de maio de 2014 na estação ferroviária e rodoviária Saint-Charles em Marselha, durante uma fiscalização antidrogas ao descer de um ônibus vindo de Amsterdã via Bruxelas. Ele portava duas armas idênticas às usadas no ataque, uma bandeira branca com o símbolo do ISIS e um vídeo com a bandeira do ISIS no qual assumia a responsabilidade pelos assassinatos.
Nemmouche nasceu em Roubaix, uma cidade francesa próxima à fronteira com a Bélgica. Aos três meses de idade, devido à negligência de sua mãe solteira, foi colocado sob os cuidados de uma família adotiva. Aos dezesseis anos, já com antecedentes criminais, foi transferido para um lar de grupo em Paris. Aos dezessete anos, passou a viver com sua avó argelina em Tourcoing. Entre 2007 e 2012, cumpriu cinco anos em diversas prisões no sul da França após ser condenado por roubo. Nemmouche se radicalizou na prisão e partiu para a Síria em dezembro de 2012, logo após sua libertação. Na Síria, juntou-se às fileiras do ISIS e tornou-se um dos carcereiros de reféns franceses. Ele foi o primeiro europeu a cometer um ataque ao retornar da Síria. Em janeiro de 2014, ele manteve contato com Abdelhamid Abaaoud, o líder dos atentados de Paris em novembro de 2015.
Nemmouche inicialmente contestou sua extradição para a Bélgica sob um mandado de prisão europeu. Ele desistiu do recurso contra a extradição após garantias de que a Bélgica não o transferiria para Israel e foi extraditado para a Bélgica no final de julho de 2014, dois meses após sua prisão.
Em janeiro de 2025, Nemmouche foi julgado em Paris como um dos cinco homens acusados de sequestrar e torturar quatro jornalistas franceses na Síria entre 2013 e 2014. Ele foi considerado culpado e condenado à prisão perpétua.

### Indiciamento
O Ministério Público Federal da Bélgica, responsável pela investigação, solicitou à câmara de conselho do tribunal de primeira instância de Bruxelas o início dos procedimentos de indiciamento para Nemmouche e Bendrer no final de 2017. O Ministério Público também solicitou que as acusações contra um terceiro suspeito, amigo de Bendrer, fossem arquivadas. Em 25 de janeiro de 2018, a câmara de conselho decidiu sobre os pedidos: Nemmouche e Bendrer foram encaminhados à câmara de acusação do tribunal de apelação de Bruxelas, assim como o terceiro suspeito, apesar do pedido do Ministério Público para seu arquivamento.
Em 19 de abril de 2018, a câmara de acusação decidiu sobre a questão: Nemmouche e Bendrer foram formalmente indiciados, mas, ao contrário da câmara de conselho, a câmara de acusação considerou as evidências contra o terceiro suspeito insuficientes. Assim, o terceiro suspeito não foi indiciado, e as acusações contra ele foram arquivadas. Isso significou que apenas Nemmouche e Bendrer seriam julgados pelo ataque terrorista no tribunal de assizes.

## Julgamento

### Audiências

#### Procedimentos preliminares
Em janeiro de 2019, o julgamento de Mehdi Nemmouche e Nacer Bendrer, acusado de ser cúmplice, começou no tribunal de assizes de Bruxelas. No sistema de justiça penal belga, o tribunal de assizes realiza julgamento com júri para os crimes mais graves. Trata-se de um tribunal não permanente, constituído apenas quando um caso é encaminhado por meio de um indiciamento. Algumas semanas antes do início do julgamento, uma audiência preliminar ocorreu em 20 de dezembro de 2018, durante a qual foi decidida uma lista de cerca de 120 testemunhas a serem ouvidas no caso. Um pedido dos advogados de defesa de Nemmouche para adiar o caso foi rejeitado.
Em 7 de janeiro de 2019, três dias antes do início do julgamento, os membros do júri foram selecionados. Para a seleção do júri, 200 cidadãos belgas foram convocados ao Palácio da Justiça de Bruxelas, onde o julgamento foi realizado. Após uma dúzia de jurados em potencial serem desafiados pela defesa e pela acusação, oito homens e quatro mulheres foram finalmente escolhidos como jurados. Outras doze pessoas foram selecionadas como jurados suplentes.

#### Acusação
Em 10 de janeiro de 2019, o julgamento começou com a leitura, pela acusação, do "ato de acusação" de 195 páginas ao tribunal e ao júri, no qual foram descritas as acusações contra os dois homens e as evidências coletadas durante a investigação. Em 15 de janeiro, os advogados de defesa de Nemmouche, incluindo Henri Laquay e Sebastien Courtoy, apresentaram seu "ato de defesa", listando sete argumentos principais contra as acusações. Eles destacaram a suposta ausência de vestígios de DNA em algumas evidências materiais e acusaram o Mossad (agência de inteligência estrangeira de Israel) de ter incriminado Nemmouche. Segundo a defesa, o casal Riva, morto no tiroteio, não eram turistas, mas membros do Mossad. Eles também acusaram os investigadores belgas de cumplicidade e de manipular as evidências para incriminar Nemmouche. Após a apresentação da defesa, o juiz presidente interrogou ambos os acusados. Nemmouche admitiu estar na posse das armas, mas negou ter cometido o ataque e recusou-se a responder mais perguntas. Bendrer, por sua vez, respondeu às perguntas do juiz, admitindo que Nemmouche lhe pediu armas, mas negou tê-las fornecido.

#### Testemunhos
Nas semanas seguintes, o tribunal ouviu os testemunhos de testemunhas presenciais, primeiros socorristas, investigadores, especialistas e familiares tanto das vítimas quanto dos acusados. Um depoimento significativo foi o de dois jornalistas franceses, Didier François e Nicolas Hénin, que estiveram reféns entre 2013 e 2014 na Síria por operativos do ISIS. Eles afirmaram que Nemmouche, sob o pseudônimo "Abu Omar", foi um de seus guardas e torturadores, descrevendo-o como "sádico, brincalhão e narcisista". O ex-diretor da prisão em Salon-de-Provence, França, onde ambos os acusados estiveram encarcerados, testemunhou que Nemmouche se radicalizou durante sua estadia na prisão. Houve discordância sobre se Bendrer também aderiu a crenças islâmicas radicais na época. Durante as audiências, os investigadores também rejeitaram a alegação de que o casal Riva eram oficiais de inteligência do Mossad, assim como os advogados da família do casal Riva. Embora Miriam Riva, a esposa, tenha trabalhado para o Mossad até sua aposentadoria, ela o fez como contadora e nunca esteve envolvida em operações de inteligência, segundo eles.
Alguns incidentes ocorreram durante as audiências do julgamento. Especificamente, alguns jurados precisaram ser substituídos por jurados suplentes por diversos motivos, como doença ou por falarem fora do tribunal. Além disso, em 29 de janeiro de 2019, um dossiê relacionado ao caso foi roubado do escritório de um advogado de uma das partes civis. O roubo, no entanto, não impactou o julgamento.

#### Alegações finais
Após todos os testemunhos, as alegações finais foram apresentadas por todas as partes a partir de 18 de fevereiro de 2019. Primeiro, os advogados das partes civis (partes lesadas buscando compensação, como as famílias das vítimas) apresentaram seus argumentos, seguidos, na semana seguinte, pela acusação e pela defesa. Segundo a acusação, era evidente que Nemmouche foi o autor do ataque. Por outro lado, Bendrer não sabia o que Nemmouche faria com as armas que forneceu, segundo a acusação, e, portanto, não deveria ser considerado coautor, mas sim cúmplice do ataque (ou seja, a ajuda de Bendrer não foi indispensável para a execução do ataque). A defesa de Nemmouche, por sua vez, apresentou diversos argumentos que, na visão deles, provariam que Nemmouche não foi o autor, mas sim vítima de uma armação elaborada. Entre outras coisas, mencionaram a falta de imagens de câmeras de segurança além das do museu, acusaram os dois jornalistas franceses que testemunharam de mentir e sugeriram que o material de DNA de Nemmouche foi plantado na cena após o ataque. Segundo a defesa, Nemmouche foi recrutado por serviços de segurança iranianos e libaneses após sua libertação da prisão em 2012 e foi para a Síria para se infiltrar no ISIS em nome deles, sendo posteriormente enviado a Bruxelas. Eles alegaram que as vítimas eram, na verdade, agentes do Mossad liquidados pelos serviços de segurança mencionados, e que Nemmouche foi usado como bode expiatório.
Em 4 de março de 2019, todas as partes tiveram a oportunidade de responder aos argumentos umas das outras. As partes civis e a acusação criticaram as alegações da defesa de que Nemmouche foi vítima de uma armação, classificando-as como conspiratórias, incoerentes e falsas. Eles também se ofenderam com a tentativa da defesa de transferir a culpa do ataque para as vítimas. A defesa, por sua vez, manteve seus argumentos. No dia seguinte, os acusados tiveram a última palavra antes que o júri se reunisse para deliberar o veredicto. Embora Nemmouche tenha permanecido em silêncio durante todo o julgamento até aquele momento, ele falou brevemente, endossando o pleito de seus advogados e afirmando que foi realmente vítima de uma armação. Bendrer também falou, expressando seu medo de ser condenado.

### Veredito

#### Mehdi Nemmouche
Em 7 de março de 2019, Mehdi Nemmouche foi considerado culpado pelo júri pelos assassinatos terroristas de quatro indivíduos no ataque ao museu, além da posse ilegal das armas usadas no ataque. Na fundamentação do veredicto, exigida pela lei belga, as principais evidências contra Nemmouche foram resumidas. As evidências que convenceram o júri incluíram o fato de que ele portava as armas usadas no ataque quando foi preso em Marselha, juntamente com as roupas usadas pelo perpetrador, conforme visto nas imagens de segurança do museu. Tanto as armas quanto as roupas continham seu DNA, e resíduos de pólvora também foram encontrados nas roupas em questão. Uma pegada dos tênis que ele carregava foi encontrada na porta de entrada do museu. Quando foi preso, ele também portava mídia eletrônica, na qual foram descobertos vídeos em que Nemmouche reivindicava a responsabilidade pelo ataque em nome do ISIS. Uma bandeira do ISIS usada nos vídeos foi encontrada junto com as armas que Nemmouche possuía no momento de sua prisão. Em outras mídias eletrônicas pertencentes a Nemmouche, foram encontrados dados, como o histórico de navegação na web, que comprovaram que ele estava planejando o ataque. Testemunhas oculares identificaram Nemmouche como o perpetrador. Por fim, em um computador pertencente a Najim Laachraoui [en], um dos homens-bomba dos atentados de Bruxelas de 2016, foram descobertas conversas nas quais Nemmouche era descrito como um "irmão", e planos para libertá-lo de sua prisão foram discutidos.
O júri considerou que as evidências materiais e o depoimento de testemunhas oculares comprovaram que Nemmouche foi o autor do ataque. Com base nas imagens de segurança do museu, no testemunho de especialista dos médicos legistas que examinaram os corpos das vítimas e no tipo de armas usadas, o júri concluiu que Nemmouche tinha a intenção de matar. O júri também confirmou a natureza premeditada dos assassinatos com base nos atos preparatórios realizados por Nemmouche, como a obtenção das armas que utilizou. As intenções terroristas de Nemmouche foram sustentadas com base em sua estada jihadista na Síria entre 2013 e 2014, nos vídeos que ele produziu reivindicando a responsabilidade pelos ataques em nome do ISIS e nas conversas sobre Nemmouche encontradas no computador de Najim Laachraoui. O veredicto também rejeitou a alegação de que Nemmouche foi vítima de uma armação por parte de oficiais de inteligência. O júri lamentou que a defesa não apresentou nenhum elemento que sustentasse essas alegações. A existência de uma armação foi, portanto, considerada como desprovida de "plausibilidade e credibilidade suficientes".

#### Nacer Bendrer
Além de Nemmouche, o júri também considerou Nacer Bendrer culpado por crimes relacionados a armas e por ser coautor, e não apenas cúmplice, do ataque terrorista, ao fornecer as armas e munições usadas por Nemmouche. De acordo com a lei belga, ser coautor de um crime significa que a ajuda fornecida foi indispensável para a realização do crime, ou seja, o crime não teria ocorrido sem essa assistência. O veredicto afirmou que Bendrer estava ciente da radicalização de Nemmouche e de sua adesão a crenças islâmicas extremistas desde que se conheceram em 2009, durante o encarceramento em Salon-de-Provence, França. Dados telefônicos mostraram que, após quatro anos sem contato, Nemmouche procurou Bendrer novamente em 9 de abril de 2014, após o qual Bendrer viajou para Bruxelas dias depois. Após inúmeros contatos, Nemmouche foi para Marselha, cidade natal de Bendrer, em 24 de abril de 2014, e dados telefônicos indicaram que ele esteve na área da residência de Bendrer nesse período. Após o retorno de Nemmouche a Bruxelas, todo contato entre eles cessou. Investigadores testemunharam que ambos tomaram medidas para ocultar suas comunicações e encontros, como, por exemplo, alternar entre vários números de telefone e cartões SIM.
O júri concluiu que os encontros entre eles só poderiam ter servido para fornecer armas a Nemmouche, devido à ausência de qualquer outra razão plausível para Bendrer viajar a Bruxelas, à falta de outra fonte de onde Nemmouche poderia ter obtido as armas e ao fato de Bendrer ter admitido posteriormente aos investigadores que forneceu as armas a Nemmouche. Quanto ao argumento da defesa de que Bendrer não sabia para qual crime estava contribuindo, o júri retrucou que Bendrer optou deliberadamente por não se informar. O júri concluiu que Bendrer deveria saber que as armas seriam usadas para cometer um ato terrorista, com base na natureza das armas e na radicalização de Nemmouche, da qual Bendrer tinha conhecimento.

### Sentença
Após o veredicto de culpa para ambos, uma audiência de sentenciamento foi realizada em 11 de março de 2019. Nemmouche e Bendrer poderiam ter sido condenados a prisão perpétua pelos crimes dos quais foram considerados culpados. A acusação não viu circunstâncias atenuantes no caso de Nemmouche e solicitou uma sentença de prisão perpétua para ele. Para o segundo acusado, a acusação pediu uma pena mais leve, de 30 anos de prisão para Bendrer, por ele não ter participado diretamente dos assassinatos. A acusação também solicitou que ambos fossem submetidos a um período de 15 anos de vigilância judicial. Essa medida significaria que, se fossem libertados em liberdade condicional, seriam monitorados por um tribunal de execução de penas, que poderia revogar a libertação e ordenar um novo encarceramento por até 15 anos adicionais. A defesa de Bendrer destacou que ele não deveria ser tratado da mesma forma que Nemmouche e que carregar o rótulo de "terrorista" pelo resto da vida já era uma punição em si. A defesa de Nemmouche optou por não apresentar argumentos sobre a sentença.
Após deliberação do tribunal com o júri sobre a pena, conforme a lei belga, ambos foram sentenciados em 12 de março de 2019: Nemmouche recebeu prisão perpétua, enquanto Bendrer foi condenado a 15 anos de prisão. Além disso, Nemmouche foi sentenciado a um período de 15 anos de vigilância judicial, e Bendrer, a 5 anos de tal vigilância. Em seu julgamento, o tribunal afirmou que o ataque terrorista ao Museu Judaico constituiu um ataque aos valores fundamentais da sociedade belga, em particular à liberdade de religião da comunidade judaica da Bélgica. O tribunal considerou que a infância problemática de Nemmouche não era uma circunstância atenuante para um ato tão grave, levando em conta também a natureza violenta dos assassinatos, a rejeição de Nemmouche ao Estado de direito e sua completa falta de empatia e respeito pelas vítimas, entre outros fatores. Segundo o tribunal, ele apresentava alto risco de reincidência. Já em relação a Bendrer, o tribunal descreveu seu papel como decisivo no ataque, ao fornecer as armas usadas por Nemmouche. O tribunal considerou que ele sabia para que seriam usadas e foi indiferente às consequências para outros. No entanto, o tribunal também reconheceu algumas circunstâncias atenuantes, como o fato de Bendrer ter se afastado do extremismo islâmico desde sua prisão e ter demonstrado empatia e arrependimento pelas vítimas. Bendrer foi considerado com baixo risco de reincidência. Após cumprir 30 anos de uma sentença de prisão perpétua, Nemmouche será deportado para a França.

### Danos
Bendrer posteriormente apresentou um recurso em cassação contra sua condenação no Tribunal de Cassação. Isso significou que a parte civil do processo perante o tribunal de assizes (sem o júri) em relação aos danos teve que ser adiada. Em 18 de setembro de 2019, o Tribunal de Cassação rejeitou o recurso, tornando a sentença criminal definitiva.
Posteriormente, em 22 de outubro de 2019, o tribunal de assizes concedeu 985.000 euros em indenizações aos familiares das vítimas e ao Museu Judaico, a serem pagos por ambos os condenados.

## Reações

### Internas

#### Governo
O Primeiro-Ministro da Bélgica, Elio Di Rupo, condenou o ataque. "Na Bélgica, não estamos acostumados com tais atos de barbárie", disse ele. O Ministro das Relações Exteriores da Bélgica, Didier Reynders, que chegou ao museu logo após o tiroteio, escreveu no Twitter: "Chocado com os assassinatos cometidos no Museu Judaico, meus pensamentos estão com as vítimas que vi no local e suas famílias". A Ministra do Interior, Joëlle Milquet, especulou que o antissemitismo poderia estar por trás dos tiroteios, e o prefeito de Bruxelas, Yvan Mayeur, descreveu-os como um provável ataque terrorista. O político belga Mischaël Modrikamen, líder do Partido Popular [en], um pequeno partido conservador, e ele próprio membro da comunidade judaica da Bélgica, disse: "Infelizmente, o ataque em si não é uma surpresa para nós, após anos vivendo em uma atmosfera de antissemitismo desenfreado que frequentemente leva à violência".

#### Organizações
Joel Rubinfeld, da Liga Belga Contra o Antissemitismo, descreveu o ato como "o resultado inevitável de um clima que destila ódio... será necessário usar todos os meios legais para silenciar os pregadores desse ódio, responsáveis por espalhar esse vírus de ódio antijudaico", mencionando especificamente o representante antissionista e negador do Holocausto, Laurent Louis, e o controverso comediante francês Dieudonné. Louis negou as acusações de Rubinfeld, sugerindo que o ataque poderia ter sido uma operação de bandeira falsa, buscando desacreditá-lo e seu partido político, Debout Les Belges! (Levantem-se, Belgas!), às vésperas das eleições federais belgas de 2014 [en]. A Liga dos Muçulmanos na Bélgica condenou o ataque como "bárbaro". Em um comunicado, a liga afirmou: "Esses crimes com tons racistas e antissemitas são, infelizmente, propensos a reverter em nosso país os esforços de todos aqueles que, diariamente, trabalham por uma sociedade onde todos, independentemente de suas crenças religiosas e filosóficas, possam viver com dignidade e respeito".

### Internacional

#### Países
O presidente francês François Hollande condenou os "assassinatos horríveis com a maior veemência". Em um comunicado, ele expressou a solidariedade da França com a vizinha Bélgica e condolências às famílias das vítimas. O Papa Francisco, que estava visitando o Oriente Médio na época dos ataques, declarou estar profundamente entristecido pelos assassinatos neste "ato criminoso de ódio antissemita". "Meus pensamentos estão com aqueles que perderam suas vidas no ataque em Bruxelas", disse ele. "Confio as vítimas a Deus." O presidente de Israel Shimon Peres pediu aos líderes europeus que agissem contra "qualquer forma de antissemitismo", que, segundo ele, estava "erguendo sua cabeça em todo o continente". O primeiro-ministro Benjamin Netanyahu e o ministro das Relações Exteriores Avigdor Lieberman culparam a incitação anti-Israel, especialmente na Europa, pelo tiroteio, afirmando: "Há elementos na Europa que se apressam em condenar a construção de um apartamento em Jerusalém, mas não se apressam em condenar, ou oferecem apenas uma condenação fraca, o assassinato de judeus aqui ou na própria Europa." Ele elogiou Elio Di Rupo, que telefonou para expressar condolências e atualizar o líder israelense sobre a investigação. Lieberman afirmou ainda que o ataque foi resultado do antissemitismo europeu e da incitação contra o Estado judeu.
O presidente italiano Giorgio Napolitano destacou "a necessidade de manter a guarda e estar pronto para combater qualquer ressurgimento do antissemitismo" e declarou: "Estou sempre próximo ao mundo das comunidades judaicas, mais uma vez duramente atingidas". O Ministro do Interior Angelino Alfano afirmou: "Os mortos e feridos do ataque em Bruxelas também são nossos mortos e feridos" e enfatizou que "não há motivos no mundo que possam justificar tudo isso". O primeiro-ministro dos Países Baixos, Mark Rutte, expressou suas condolências aos primeiros-ministros da Bélgica e de Israel. O ministro das Relações Exteriores holandês, Frans Timmermans, manifestou solidariedade ao seu colega belga, dizendo estar chocado com o ataque covarde. Carl Bildt, Ministro das Relações Exteriores da Suécia, escreveu no Twitter: "Ataque desprezível ao Museu Judaico em Bruxelas. Um afronta aos valores que a Europa moderna representa." Birgitta Ohlsson, Ministra para Assuntos da UE, também escreveu no Twitter: "Estou chocada com o ataque antissemita ao Museu Judaico em Bruxelas, apenas um dia antes das eleições para o Parlamento Europeu." O Ministério das Relações Exteriores da Turquia emitiu um comunicado, oferecendo condolências às famílias das vítimas. Em um comunicado escrito, "a Turquia espera que o ataque não esteja relacionado a motivos 'racistas ou antissemitas'. Caso contrário, estaremos muito preocupados com o resultado das últimas eleições para o Parlamento da UE, que foi muito decepcionante."

#### Organizações
Roger Cukierman, presidente da Associação Judaica Francesa (CRIF), pediu mais recursos para o serviço de inteligência externa francês, o DGSE, para rastrear militantes que retornam à França da Síria. O Diretor Geral da Associação Judaica Europeia, Rabino Menachem Margolin, agradeceu aos líderes europeus que condenaram o ataque por suas declarações, mas enfatizou que "condenar após um ataque previsível não é nada além de uma forma de limpar a própria consciência... Há a necessidade de estabelecer uma força-tarefa pan-europeia para erradicar o antissemitismo." Ele acrescentou posteriormente que "um ataque como esse era esperado, dado o aumento do antissemitismo na Europa. Os governos da Europa precisam tomar medidas, palavras não são suficientes." Um porta-voz do Secretário-Geral das Nações Unidas Ban Ki-moon afirmou em um comunicado que o Secretário-Geral "reitera sua forte condenação a todas as formas de racismo, discriminação racial, xenofobia e intolerâncias relacionadas e confia que as autoridades belgas farão tudo o possível para levar o(s) perpetrador(es) deste crime à justiça rapidamente." O presidente do Congresso Judaico Mundial [en], Ronald S. Lauder, reagiu com choque, dizendo: "Dois anos após Toulouse, e na véspera das eleições europeias, este ataque desprezível é mais um lembrete terrível do tipo de ameaças que os judeus da Europa enfrentam atualmente."